# Antoni Marian Żelichowski
Antoni Marian Żelichowski (ur. 25 grudnia 1936 w Warszawie, zm. 21 grudnia 1996 w Warszawie) – polski geolog, specjalista w zakresie geologii regionalnej, a zwłaszcza paleozoiku regionu lubelskiego.

## Młodość
Ojciec, Antoni, był urzędnikiem i działaczem samorządowym. Został aresztowany przez Niemców za konspiracyjną działalność polityczną, więziony na Pawiaku i w Oświęcimiu i zamordowany w 1941 w Neuengamme. 
Matka, Maria Wiśniewska-Żelichowska, była nauczycielką. Pracowała również naukowo w dziedzinie paleontologii, prowadząc badania ramienionogów jurajskich. Doktoryzowała się w 1932 u prof. Romana Kozłowskiego. Po wojnie pracowała w Państwowym Instytucie Geologicznym jako kustosz Muzeum Geologicznego PIG. Mieszkała razem z synem na terenie PIG.
Do szkoły podstawowej i liceum Antoni Żelichowski uczęszczał w Warszawie. Świadectwo maturalne uzyskał w 1953, w Liceum TPD-3 na Mokotowie (obecnie Liceum im. Jana Kochanowskiego). W latach 1953-1959 studiował geologię na Wydziale Geologii Uniwersytetu Warszawskiego. Dyplom magisterski otrzymał na podstawie pracy Zdjęcie geologiczne okolic Toszka z poglądem na karbon zachodniego obrzeżenia zagłębia krakowsko-śląsko-ostrawskiego, wykonanej pod kierunkiem prof. Jana Samsonowicza.

## Praca
Jeszcze jako student, w 1958, A. Żelichowski został pracownikiem Państwowego Instytutu Geologicznego (wówczas już zwanego Instytutem Geologicznym Centralnego Urzędu Geologii). W Instytucie przeszedł wszystkie szczeble kariery geologa instytutowego. Pracował w Zakładzie Geologii Niżu jako p.o. asystenta, asystent i starszy asystent, od 1964 jako adiunkt.
Od 1965 do 1967 pracował w Zakładzie Złóż Ropy i Gazu. Od 1967 pełnił funkcję kierownika Pracowni Geologii Regionu Lubelskiego w Zakładzie Geologii Struktur Wgłębnych Niżu. Zakład ten został w 1987 przemianowany na Zakład Geologii Regionalnej Obszarów Platformowych. Żelichowski został jego kierownikiem. Funkcję tę sprawował do 1991. Po kolejnej reorganizacji Instytutu, w 1991. został kierownikiem Pracowni Prognoz Ropo-Gazonośności w Zakładzie Geologii Regionalnej i Naftowej.
Projektował, wyznaczał w terenie i nadzorował wiercenia geologiczne. Opracowywał również ich wyniki. Projektował również badania sejsmiczne. Jego zasadnicze badania poświęcone były geologii utworów karbonu na Niżu Polskim. Wiercenia przewiercające karbon na Niżu Polskim były przez niego opracowywane. 
Kierując badaniami regionalnymi na Lubelszczyźnie zajmował się problemami litologii, stratygrafii, tektoniki i paleogeografii tego regionu. Jako pierwszy przedstawił zręby analizy stratygraficzno-formacyjnej obszaru lubelskiego. Był też autorem litostratygrafii karbonu tego obszaru. Dostrzegł znaczącą rolę ruchów przesuwczych w kształtowaniu struktur kompleksu karbońskiego.
Kierował też zespołem badającym strefę kontaktową obszaru lubelskiego i zapadliska przedkarpackiego. W oparciu o zebrane materiały A. Żelichowski przygotował pod kierunkiem Stanisława Depowskiego rozprawę doktorską Podłoże paleozoiczne Lubelszczyzny. Pracę tę obronił w czerwcu 1972.
Brał udział w poszukiwaniach złóż węglowodorów. W odwierconym z jego udziałem otworze Niedrzwica IG-1 uzyskano po raz pierwszy na Lubelszczyźnie przypływ ropy naftowej. Uczestniczył też w odkryciu i udokumentowaniu pierwszego w tym rejonie złoża gazu ziemnego, w gminie Komarów-Osada.
Dorobek naukowy, zdobyty po uzyskaniu stopnia doktorskiego, stał się podstawą rozprawy habilitacyjnej Geologia karbonu brzeżnej strefy platformy wschodnioeuropejskiej. Na jej podstawie w maju 1990 otrzymał stopień naukowy doktora habilitowanego nauk przyrodniczych w zakresie geologii. W grudniu 1990 został mianowany docentem w Państwowym Instytucie Geologicznym.
Antoni Żelichowski brał udział w sympozjach, sesjach naukowych, Zjazdach Polskiego Towarzystwa Geologicznego i kongresach, w tym w 8. i 12. Międzynarodowym Kongresie Karbońskim, w Moskwie (1975) i w Pekinie (1987) oraz w 28 Międzynarodowym Kongresie Geologicznym w Moskwie (1984). Był też współorganizatorem i członkiem Rady Programowej 13. Międzynarodowego Kongresu Karbonu i Permu w Krakowie (1995).
Autor ponad 50 publikacji oraz około 100 opracowań archiwalnych.
Zmarł w grudniu 1996 w Warszawie.

## Wybrane publikacje
- Żelichowski A., 1972, Rozwój budowy geologicznej obszaru między Górami Świętokrzyskimi i Bugiem, Z badań tektonicznych w Polsce, t. 3., Warszawa.
- Żelichowski A., Kozłowski S., 1983, Atlas geologiczno-surowcowy obszaru lubelskiego, International Geological Correlation Programme. Instytut Geologiczny, Wydawnictwa Geologiczne, Warszawa.
- Żelichowski A., 1972, Opole Lubelskie IG 1, Profile Głębokich Otworów Wiertniczych Instytutu Geologicznego, z. 3, Instytut Geologiczny, Warszawa.
- Żelichowski A., Fedak J., Dłutek J., 1983, Budowa geologiczna niecki brzeżnej w strefie granicznej obszaru warszawskiego i lubelskiego, Biuletyn Instytutu Geologicznego, 344, Z badań geologicznych Niżu Polskiego, t. 3., Warszawa.
- Żelichowski A., 1975, Tomaszów Lubelski IG 1, Jarczów IG 2, Profile Głębokich Otworów Wiertniczych Instytutu Geologicznego, z. 24. Warszawa.

## Źródła
- Przyjaciele, 1999, Antoni Maria Żelichowski 1936-1996, Przegl. Geol., v. 47, nr 1, str. 31-32, Warszawa.